# Johnny Servoz-Gavin
Georges-Francis "Johnny" Servoz-Gavin (Grenoble, Francuska, 18. siječnja 1942. – Grenoble, Francuska, 29. svibnja 2006.) je bivši francuski vozač automobilističkih utrka.